# Глен и Беси Хајд
Глен и Беси Хајд (енгл. Glen and Bessie Hyde) били су младенци који су нестали док су пловили реком Колорадо у Аризони, 1928.

## Детињство и младост
Глен Хајд рођен је 9. децембра 1898. у Твин Фолсу. Био је пољопривредник.Беси Луиз Хајд рођена је 29. децембра 1905. у Паркерсбургу у Западној Вирџинији. Упознали су се 1927. на путничком броду који је путовао за Лос Анђелес. Узели су се 12. априла 1928..

## Нестанак
Последњи пут су виђени у новембру 1928. када су пловили реком Колорадо. Убрзо је покренута потрага за њима која је трајала до децембра 1928. Средином децембра из авиона којим је претраживана река примећен је њихов чамац који није био оштећен а није ни потонуо.У чамцу су биле и њихове фотографије које су направљене пре нестанка. Сматра се да су обоје испали из чамца и да су се удавили.